# Jacob Berger

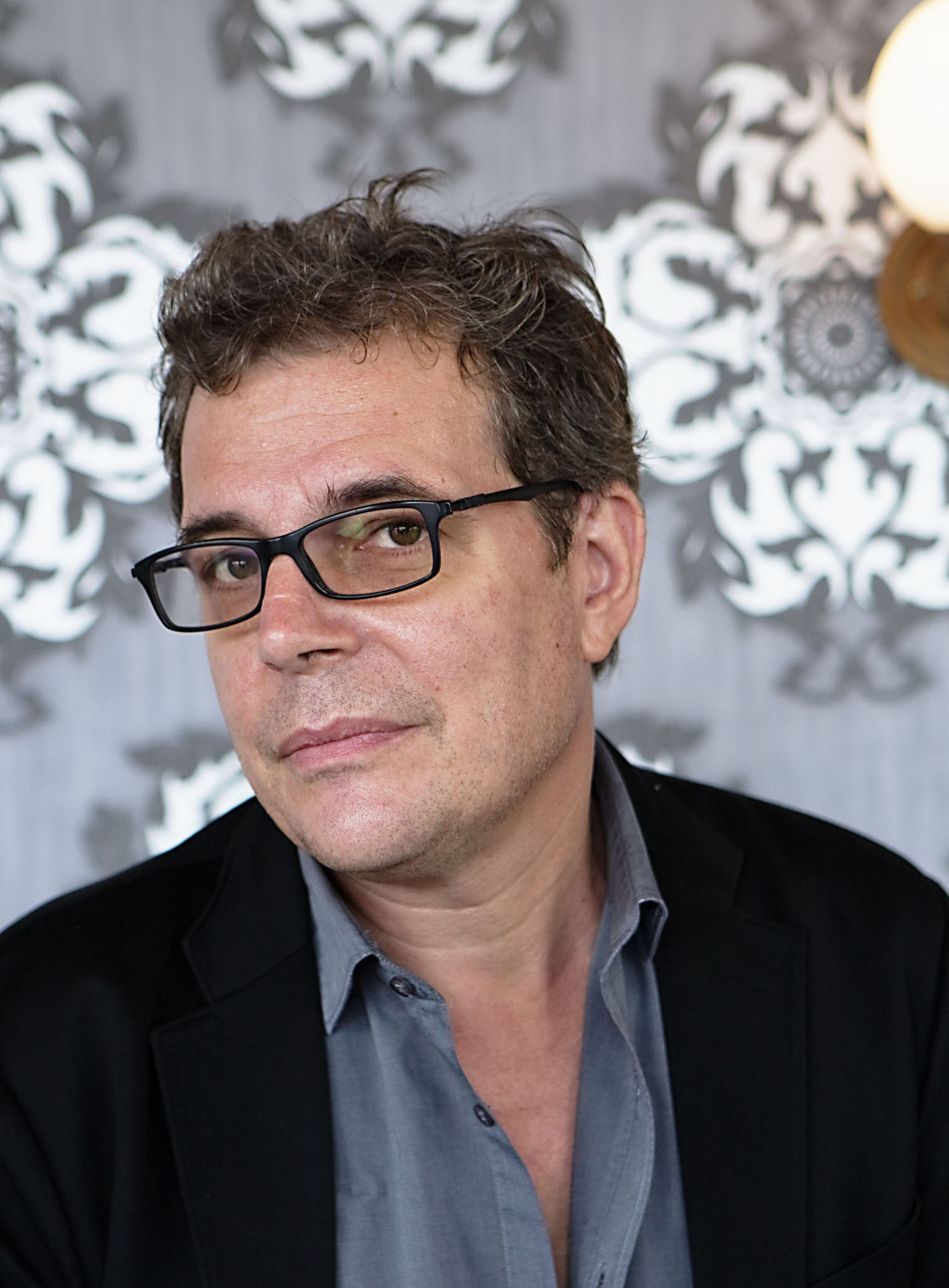
Jacob Berger

Jacob Berger (geb. 23. Juni 1963 in Lydney, Gloucestershire, England) ist ein Filmemacher mit schweizerischer und britischer Staatsangehörigkeit.

## Biografie
Jacob Berger ist der Sohn des englischen Schriftstellers John Berger und der Übersetzerin Anya Berger. Nach Studien an der Tisch School of the Arts an der New York University drehte er 1989 seinen ersten Spielfilm in Barcelona unter dem Titel Angels, unter anderem mit Féodor Atkine und Ángela Molina. Der Film wurde an der Berlinale und am Filmfestival Locarno 1990 vorgeführt. Sein Fernsehfilm Jour Blanc von 1991 in den Schweizer Alpen, mit Heinz Bennent, Jean-Yves Berteloot und Fabienne Périneau, erhielt eine Auszeichnung am Bergfilmfestival von Antibes.
Zwischen 1990 und 1994 drehte Berger im Auftrag der Télévision Suisse Romande mehrere Dokumentarfilme, darunter ein Porträt der Islamischen  Heilsfront in Algerien, einen Bericht über die Situation in der Sowjetunion einige Tage nach dem Augustputsch in Moskau, ein Porträt über Bundesrat Jean-Pascal Delamuraz und dessen fehlgeschlagene Kampagne für den Beitritt der Schweiz zum EWR, eine Reportage über den Bürgerkrieg in Afghanistan kurz vor der Machtübernahme durch die Taliban, sowie einen Bericht über die Rückeroberung von Ostslawonien und der Krajina durch die kroatische Armee im Kroatienkrieg und die tragischen Konsequenzen für die serbische Zivilbevölkerung.
Zudem führte er einige Interviews mit dem Schriftsteller Georges Haldas in den israelisch besetzten Gebieten durch, sowie eine Dokumentation über das Lampenfieber unter anderem mit Charlotte Gainsbourg, Arielle Dombasle, Pierre Arditi, Michel Galabru, Jean-François Stévenin und Jean-Claude Brialy.
Eine schwierige Vater-Sohn-Beziehung behandelt der Film Aime ton père („Liebe deinen Vater“) mit Gérard Depardieu, seinem Sohn Guillaume Depardieu, Sylvie Testud, Hiam Abbass und Julien Boisselier. Der Film wurde am Locarno Festival 2002 vorgeführt und vertrat die Schweiz an der Oscarverleihung 2003. 2006–2007 entstand der Film Ein Tag mit  Bruno Todeschini, Natacha Régnier und Zinedine Soualem, der am Montreal World Film Festival 2007 für die beste Inszenierung prämiert wurde.
Mit seinem Film Ein Jude als Exempel (2016), nach dem gleichnamigen Roman von Jacques Chessex, wurde das Filmfestival Locarno 2017 eröffnet. Der Film handelt von der Ermordung des schweizerisch-jüdischen Viehhändlers Arthur Bloch durch Frontisten in Payerne im April 1942. Ein Jude als Exempel wurde anschliessend am Filmfestival Thessaloniki, am Filmfestival Palm Springs und am Jerusalem Film Festival gezeigt und für den Europäischen Filmpreis sowie den Schweizer Filmpreis 2017 nominiert, worauf Bruno Ganz für seine Darstellung des Viehhändlers Arthur Bloch als bester Schauspieler ausgezeichnet wurde.

## Filmografie (Auswahl)
- 1996: Julie Lescaut (Fernsehserie, 1 Folge)
- 2000, 2002: Nestor Burmas Abenteuer in Paris (Nestor Burma; Fernsehserie, 2 Folgen)
- 2002: Aime ton père
- 2007: Ein Tag (1 Journée)
- 2016: Ein Jude als Exempel (Un juif pour l’exemple)
- 2018: Für meinen Glauben (Dévoilées)